# Europastraße 853
Die Europastraße 853 (kurz: E 853) führt von Ioannina in der Region Epirus (Griechenland) zur albanischen Grenze. 

## Verlauf
Die E 853 beginnt im Zentrum Ioanninas und teilt sich den Streckenverlauf zunächst mit der E90 auf dem Ethniki Odos 20. Die Straße verläuft in nördlicher Richtung bis nach Kalpaki. Dort verlässt die E 853 den Verlauf des Ethniki Odos und biegt dann nach Westen auf den Ethniki Odos 22 ein und folgt diesem bis zur griechisch-albanischen Grenze bei Delvinaki (GR)/Kakavija (AL). Der Verlauf der E 853 ist bislang bis zur albanischen Grenze geklärt. Da Albanien erst 2006 dem  sogenannten Europastraßenabkommen (European Agreement on Main International Traffic Arteries (AGR)) beigetreten ist, wird erst in der Zukunft der Verlauf weiter festgelegt werden. Vermutlich führt die E 853 dann weiter auf der Rruga shtetërore SH4 bis zur E 852. Zusammen mit der E 762 bilden sie dann die direkte Nord-Süd-Route durch Albanien.